# Superfécondation
La superfécondation est la fécondation de deux ovules ou plus par des spermatozoïdes issus de deux rapports sexuels distincts. Si les deux rapports sexuels fécondants ont eu lieu avec deux mâles distincts, on parle de superfécondation hétéro-parentale.
Chez l'humain, la superfécondation concernerait une naissance de jumeaux dizygotes sur 12,. La superfécondation hétéro-parentale concernerait une paire de jumeaux sur 400(seul ce dernier chiffre est avéré).
La naissance d’une paire sur 13 000 est un nombre considéré de nos jours comme erroné puisque la fréquence semble avoir été sous-estimée par un facteur de 30. Dans les faits seuls 20 cas ont été rapportés dans la littérature médicale, le phénomène nécessitant généralement un test de paternité pour être attesté; le premier cas documenté remonte à 1810 après qu'une femme a donné naissance à deux jumeaux l'un noir et l'autre blanc.

## Archéologie
Sur le site archéologique de Lchashen, en Arménie, l'étude d'une sépulture datant des 17-16èmes siècles av. J.-C. et contenant les restes squelettiques bien conservés de deux enfants de sexe féminin âgés de 0 à 2 mois a montré que ces enfants étaient apparentées au deuxième degré. Cela indique que les nourrissons devaient être soit des jumeaux (demi-sœurs) conçus par superfécondation hétéropaternelle, ou des demi-frères et sœurs partageant le même père, ou encore une tante et une nièce nées à peu près au même moment. Le contexte archéologique suggère que les individus ont été enterrés simultanément, soutenant l'interprétation des nourrissons comme des jumeaux. Si ces nouveau-nés étaient, réellement, des jumeaux (demi-sœurs), ce serait la première preuve directe de superfécondation hétéropaternelle en archéologie.